# Suhum

Suhum är en ort i södra Ghana. Den är huvudort för distriktet Suhum, och folkmängden uppgick till 33 722 invånare vid folkräkningen 2010.